# رالی پرتغال ۲۰۲۱
رالی پرتغال ۲۰۲۱ (همچنین به عنوان رالی وودافون پرتغال ۲۰۲۱ شناخته می‌شود) یک رویداد اتومبیل رانی برای خودروهای رالی بود که طی چهار روز بین ۲۰ تا ۲۳ می ۲۰۲۱ برگزار شد. این رویداد پنجاه و چهارمین دوره رالی پرتغال را رقم زد. این رویداد چهارمین دور از مسابقات رالی قهرمانی جهان ۲۰۲۱، مسابقات قهرمانی رالی جهان ۲ و مسابقات قهرمانی رالی جهان ۳ و همچنین دومین دور از مسابقات رالی قهرمانی نوجوانان جهان ۲۰۲۱ نیز بود. رویداد ۲۰۲۱ در شهر ماتوسینوس در ناحیه پورتو با بیش از بیست مرحله ویژه با مجموع ۳۳۷٫۵۱ کیلومتر (۲۰۹٫۷۲ مایل) مسابقه برگزار شد.
اوت تاناک و مارتین جروئوجا برندگان رویداد گذشته این رالی بودند. تیم تویوتا گازو ریسینگ دبلیوآرتی که در سال ۲۰۱۹ برای آن رانندگی می‌کردند، نیز مدافع برد در بخش تیمی بود. کاله رووانپرا و یون هالتونن که برندگان حلاس دبلیوآرسی-۲ بودند، از قهرمانی خود دفاع نکردند زیرا توسط تویوتا به کلاس برتر رفتند. در دستهٔ دبلیوآرسی-۳، پیر لویی لوبت و وینسنت لاندی قهرمانان فعلی رالی بودند، اما آن‌ها نیز به دلیل ارتقاء توسط تیم هیوندای ۲سی کامپتیشن به کلاس برتر از قهرمانی خود دفاع نکردند.
الفین ایوانز و اسکات مارتین این رالی را بردند که اولین پیروزی‌شان در این فصل بود. تیم آن‌ها، تویوتا گازو ریسینگ دبلیوآرتی، موفق به دفاع از عناوین خود شد. اساپکا لاپی و یان فرم در دستهٔ قهرمانی رالی جهان-۲ پیروز شدند، در حالی که کایتان کایتانوویچ و ماسیژ شچپانیاک در دستهٔ قهرمانی رالی جهان-۳ برنده شدند. تیم لتونیایی مارتینز سکز و فرانسیس رنارس برنده دسته جوانان بودند.